# Спорт у Словачкој
Спорт у Словачкој је под утицајем његове климе и географије; међу популарним летњим спортовима су фудбал, тенис, одбојка, пливање, бициклизам и планинарење, међу популарним зимским спортовима су скијање и сноубординг. Најгледанији спортови у Словачкој су фудбал, хокеј на леду и тенис. На међународном нивоу, најуспешнији спорт у Словачкој је хокеј на леду где је тренутно, од 2017. године, земља рангирана као десета најбоља екипа на свету према Светској ранг листи хокејашке федерације.

## Историја
До Плишанове револуције, спортски сектор је био високо централизован, оријентисан на јединствени, национални спортски програм. Године 1990. Савезна скупштина Чешке и Словачке усвојила је закон бр. 173/190, који је заменио закон бр. 68/1956 о организацији физичког васпитања. Такође 1990. године, Национално веће Републике Словачке одобрило је закон о физичкој култури бр. 198/1990.
Године 1997. усвојен је нови закон Словачког националног савета бр. 288/1997 о физичкој култури, који је такође садржавао чланке о образовним и комерцијалним активностима у спорту. Доношењем закона о државном финансирању физичке културе бр. 264/1993, Словачко национално веће одобрило је финансирање спорта путем лутријских фондова 1993. године.

## Карактеристике
Године 2011. у земљи је било преко 13.000 спортских клубова и 661.346 регистрованих спортиста. Најуспешнији спортски клуб је Vojenské športové centrum DUKLA Banská Bystrica са 31 освојеном медаљом 2011.

## Тимски спортови

### Фудбал
Фудбал је најпопуларнији спорт у Словачкој, са преко 400 хиљада регистрованих играча. Од 1993. године, репрезентација се квалификовала једном на Светском првенству и једном на Европском првенству. Године 2010. су прешли у плеј-оф, где су поражени од репрезентације Холандије. Најзначајнији резултат била је победа репрезентације Италије са 3:2. Године 2016. су у осмини финала изгубили од репрезентације Немачке.
У клупским такмичењима, само три екипе пласирале су се у групну фазу УЕФА Лиге шампиона, и то Кошице 1997—98, Пертжалка у сезони 2005—06 и Жилина 2010—11. Петржалка је била најуспешнији тим након што је завршила на треће место у групној фази и због тога се пласирала у осмину финала Купа УЕФА 2005—06. Они такође остају као једини словачки клуб који је победио у мечу у тимској фази.
Током чехословачке ере најзапаженији резултат словачког клуба била је победа Слована Братиславе Купа победника купова 1968—69. против Барселоне.
Једни од најпознатијих словачких играча су: Марек Хамшик, Мартин Шкртел, Јурај Куцка, Петер Дубовски и Јозеф Адамец.

#### Највећи фудбалски стадиони
| Братислава               | Братислава                                                                                            | Трнава                                                                                                | Дунајска Стреда    |
| ------------------------ | --- | --- | ------------------ |
| Стадион Техелне          | Стадион Пасјенки                                                                                      | Стадион Антон Малатински                                                                              | Арена Мол          |
| Капацитет: 22.500        | Капацитет: 11.591                                                                                     | Капацитет: 19.200                                                                                     | Капацитет: 12.700  |
|                          | | |                    |
| Повашка Бистрица         | BratislavaTrnavaDunajská StredaPovažská BystricaŽilinaBanská BystricaKošicePrievidzaNitraPúchovPoprad | BratislavaTrnavaDunajská StredaPovažská BystricaŽilinaBanská BystricaKošicePrievidzaNitraPúchovPoprad | Жилина             |
| Стадион Повашка Бистрица | BratislavaTrnavaDunajská StredaPovažská BystricaŽilinaBanská BystricaKošicePrievidzaNitraPúchovPoprad | BratislavaTrnavaDunajská StredaPovažská BystricaŽilinaBanská BystricaKošicePrievidzaNitraPúchovPoprad | Стадион под Дубном |
| Капацитет: 14.000        | BratislavaTrnavaDunajská StredaPovažská BystricaŽilinaBanská BystricaKošicePrievidzaNitraPúchovPoprad | BratislavaTrnavaDunajská StredaPovažská BystricaŽilinaBanská BystricaKošicePrievidzaNitraPúchovPoprad | Капацитет: 11.258  |
|                          | BratislavaTrnavaDunajská StredaPovažská BystricaŽilinaBanská BystricaKošicePrievidzaNitraPúchovPoprad | BratislavaTrnavaDunajská StredaPovažská BystricaŽilinaBanská BystricaKošicePrievidzaNitraPúchovPoprad |                    |
| Банска Бистрица          | BratislavaTrnavaDunajská StredaPovažská BystricaŽilinaBanská BystricaKošicePrievidzaNitraPúchovPoprad | BratislavaTrnavaDunajská StredaPovažská BystricaŽilinaBanská BystricaKošicePrievidzaNitraPúchovPoprad | Кошице             |
| Стадион СНП              | BratislavaTrnavaDunajská StredaPovažská BystricaŽilinaBanská BystricaKošicePrievidzaNitraPúchovPoprad | BratislavaTrnavaDunajská StredaPovažská BystricaŽilinaBanská BystricaKošicePrievidzaNitraPúchovPoprad | Стадион Локомотиве |
| Капацитет: 9881          | BratislavaTrnavaDunajská StredaPovažská BystricaŽilinaBanská BystricaKošicePrievidzaNitraPúchovPoprad | BratislavaTrnavaDunajská StredaPovažská BystricaŽilinaBanská BystricaKošicePrievidzaNitraPúchovPoprad | Капацитет: 9200    |
|                          | BratislavaTrnavaDunajská StredaPovažská BystricaŽilinaBanská BystricaKošicePrievidzaNitraPúchovPoprad | BratislavaTrnavaDunajská StredaPovažská BystricaŽilinaBanská BystricaKošicePrievidzaNitraPúchovPoprad |                    |
| Прјевидза                | Њитра                                                                                                 | Пухов                                                                                                 | Попрад             |
| Стадион Прјевидза        | Стадион под Зобором                                                                                   | Стадион Пухов                                                                                         | Стадион Попрад     |
| Капацитет: 7500          | Капацитет: 7480                                                                                       | Капацитет: 6614                                                                                       | Капацитет: 5700    |
|                          | | |                    |

### Хокеј на леду
Након распада Чехословачке, словачка репрезентација почела је да се такмичи у групи C (најнижи ранг) Светског првенства. Након победе у групи C 1994. и групи B 1995, Словачка је промовисана у групу А за Светско првенство 1996. Од тада је словачки хокејашки тим освојио једну златну медаљу 2002. године, две сребрне медаље (2000. и 2012) и једну бронзану медаљу 2003.
Словачка је имала много играча у Националној хокејашкој лиги. Из чехословачке ере најпознатији су Стан Микита и Питер Штјастни. Од Плишане револуције било је много више словачких играча у Националној хокејашкој лиги, међу којима су Питер Бондра, Маријан Хоса, Павол Демитра и Здено Чара. До сада је десет словачких играча освојило Стенли куп:
- Стан Микита (1): 1961.
- Јиржи Бицек (1): 2003.
- Мартин Цибак (1): 2004.
- Томаш Копечки (2): 2008, 2010.
- Мирослав Шатан (1): 2009.
- Маријан Хоса (3): 2010, 2013, 2015.
- Здено Чара (1): 2011.
- Михал Ханџуш (1): 2013.
- Маријан Габорик (1): 2014.
- Ерик Чернак (1): 2020.

Поред играча у Националној хокејашкој лиги, многи Словаци играју у разним лигама широм Европе, већина њих у међународном Континенталној хокејашкој лиги. Од сезоне 2012—2013, у овој лиги игра 50 словачких играча, због чега се словачки тим Слован Братислава такмичи у Континенталној лиги.
У Словачкој постоје и три националне хокејашке лиге, а Словачка екстралига је највиша лига. Највише титула у лиги (8) освојио је Слован Братислава.
Словачка је такође организовала Светско првенство 2011. које је освојила репрезентација Финска. Место одржавања биле су Братислава и Кошице, а све утакмице привукле су 406.804 посетилаца.
Хокеј на леду је вероватно најпопуларнији спорт у Словачкој. По освајању другог места на Светском првенству 2012, навијачи од десетина хиљада људи поздравила је репрезентативце на тргу СНП у Братислави, што указује на популарност овог спорта у земљи.

### Рагби
Словачки рагби савез је званична организација у Словачкој за промоцију и организацију рагбија. Са седиштем у Братислави, такмичења се одржавају широм земље, подељена са два типа: рагби 7s и рагби XV. У Словачкој постоји десет клубова, међу којима су клуб Братислава, Трнава, Пијестјани, Бардејов и Кошице.

### Кошарка
Кошарком управља словачка кошаркашка асоцијација која је основана 1993. године. Међутим, словачка кошарка датира из 1919.
Највиши ниво и мушке и женске кошаркашке лиге зове се екстралига, коју игра 11 мушких и 8 женских тимова (од 2017). Најуспешније мушке екипе су Пезинок са 7 победа, Прјевидза и Интер Братислава. Међу најуспешнијим женским тимовима су Good Angels Košice са 12 узастопних и Ружомберок са 11 победа.
Репрезентација се до сада никада није квалификовала за било какве Олимпијске игре, Светска или Европска првенства. Жене су успешније, једном су учествовале на Олимпијским играма 2000. године, а 1997. године освојиле су једну сребрну и једну бронзану медаљу, Европско првенство 1993.
Међу најпознатијим кошаркашима су тренер Наталија Хејкова, играчи Зузана Жиркова, Антон Гавел и Радослав Ранчик.

### Бенди
Бенди није толико популаран спорт, игра се од 2017. године. У септембру је Словачка дебитовала на годишњем међународном турниру у Нимбурку, Чешкој.

## Индивидуални спортови

### Слалом
Слалом је најуспешнији олимпијски спорт у савременој Словачкој са осам златних, две сребрне и три бронзане медаље од 1993. године. Поред тога, Словачка је од 1993. освојила 60 медаља (25—18—17) на Светским првенствима, 91 медаљу (45—23—23) на Европским првенствима и 35 Светских купова. Осим што су освојили многа Светска и Европска првенства, словачки кануисти освојили су медаље на свим Летњим олимпијским играма од свог првог учешћа 1996. Најпознатији спортисти су Михал Мартикан, Павол Хохшорнер, Петер Хохшорнер, Ладислав Шкантар, Петер Шкантар, Елена Калиска, Јана Дукатова, Александар Слафковски и Матеј Бењуш.
| Атлетичар        | Пол    | Категорија         | Атланта 1996. | Сиднеј 2000. | Атина 2004. | Пекинг 2008. | Лондон 2012. | Рио де Женеиро 2016. |
| ---------------- | ------ | ------------------ | ------------- | ------------ | ----------- | ------------ | ------------ | -------------------- |
| Михал Мартиканn  | Мушки  | C-1 (индивидуално) |               |              |             |              |              | –                    |
| Павол Хохшорнер  | Мушки  | C-2                | –             |              |             |              |              | –                    |
| Петер Хохшорнер  | Мушки  | C-2                | –             |              |             |              |              | –                    |
| Елена Калиска    | Женски | K-1 (индивидуално) | –             | –            |             |              | –            | –                    |
| Јурај Минчик     | Мушки  | C-1                | –             |              | –           | –            | –            | –                    |
| Матеј Бењуш      | Мушки  | C-1                | –             | –            | –           | –            | –            |                      |
| Ладислав Шкантар | Мушки  | C-1                | –             | –            | –           | –            | –            |                      |
| Петер Шкантар    | Мушки  | C-2                | –             | –            | –           | –            | –            |                      |

Табела свих медаља:
| Атлетичар                       | Категорија                                     | Олимпијске игре | Светско првенство | Светско првенство слалом | Европско првенство кану | Светско првенство тимско | Светско првенство тимско слалом |
| ------------------------------- | ---------------------------------------------- | --------------- | ----------------- | ------------------------ | ----------------------- | ------------------------ | ------------------------------- |
| Михал Мартиканn                 | C-1 (индивидуално кану)                        | 2-2-1           | 4-3-4             | 5                        | 4-4-1                   | 11-0-1                   | 10-2-1                          |
| Павол Хохшорнер/Петер Хохшорнер | C-2                                            | 3-0-1           | 5-0-2             | 10                       | 6-2-1                   | 1-4-2                    | 5-0-2                           |
| Елена Калиска                   | K-1 (индивидуално кајак)                       | 2-0-0           | 1-1-0             | 6                        | 5-0-1                   | 1-1-1                    | 3-4-3                           |
| Ладислав Шкантар/Петер Шкантар  | C-2                                            | 1-0-0           | 0-2-3             | 3                        | 3-1-3                   | 1-3-1                    | 4-0-2                           |
| Матеј Бењуш                     | C-1 (индивидуално кану)                        | 0-1-0           | 0-0-1             | 3                        | 0-1-2                   | 9-0-0                    | 7-0-0                           |
| Јурај Минчик                    | C-1 (индивидуално кану)                        | 0-0-1           | 0-0-0             | 0                        | 0-1-0                   | 2-0-1                    | 5-2-0                           |
| Александар Слафковски           | C-1 (индивидуално кану)                        | 0-0-0           | 0-2-0             | 3                        | 3-3-2                   | 10-0-0                   | 8-3-1                           |
| Јана Дукатова                   | K-1/C-1 (индивидуално кајак/индивидуално кану) | 0-0-0           | 2-3-0             | 4                        | 1-2-1                   | 1-1-1                    | 3-3-4                           |

### Биатлон
Анастасија Кузмина је постигла успех у биатлону. На Зимским олимпијским играма 2010. освојила је злато у спринту и сребро у потери. Успешно је одбранила своју спринтерску титулу на Зимским олимпијским играма 2014. и освојила је треће злато на Зимским олимпијским играма 2018. у масовном старту, заједно са два сребра у потери и појединачно. Сезоне 2017—2018. је такође освојила прву дисциплину Светског купа, освојивши Кристални глобус у спринту. Сезоне 2018—2019. поново је освојила Кристални глобус у спринту. Такође је освојила златну медаљу у спринту на Светском првенству 2019, сребрну медаљу на Светском првенству 2009. и бронзу у спринту на Светском првенству 2011. Мартина Халинарова освојила је сребрну медаљу у потери на Светском првенству 1999. Павол Хурајт освојио је бронзану медаљу на Зимским олимпијским играма 2010. у масовном старту.

### Атлетика
Матеј Тот је олимпијски шампион у пешачењу на 50 километара 2016. Такође је освојио златну медаљу на Светском првенству 2015. и две сребрне на Европском првенству на отвореном 2014. и 2018. године. Либор Чарфрејтаг је европски првак у бацању кладива 2010. Такође је освојио бронзану медаљу на Светском првенству на отвореном 2007.

### Кану спринт
Словачка је освојила три сребрне и једну бронзану медаљу на Олимпијским играма. Славомир Књазовицки освојио је сребрну медаљу на C-1 500 метара на Летњим олимпијским играма 1996. Мушкарци K-4 1000 метара освојили су две сребрне и једну бронзану медаљу на Летњим олимпијским играма. Словачка је освојила 36 медаља (16—9—11) на Светским првенствима и 45 медаља (17—16—12) на Европским првенствима.

### Стрељаштво
Освојила је две сребрне и три бронзане медаље сна Олимпијским играма. Зузана Рехак-Штефечекова освојила је две сребрне медаље на Летњим олимпијским играма 2008. и Летњим олимпијским играма 2012. Такође је освојила две златне медаље на Светском првенству 2010. и 2018. и две златне медаље на Европским првенствима 2015. и 2016. Јозеф Генци освојио је две бронзане олимпијске медаље на 50 метара 1996. и на 10 метара 2004. Бронзану медаљу освојила је и Данка Бартекова из Лондона 2012.

### Тенис
Фед куп освојио је 2002, а Дејвис куп 2005. Словачка је три пута освојила Хопман куп. Шампионка финала ВТА 2016. и вицешампионка Отвореног првенства Аустралије 2014. је Доминика Цибулкова и полуфиналиста Отвореног првенства Аустралије 2008. Данијела Хантухова најпознатија је професионална тенисерка. Мартин Клижан који је у априлу 2015. постигао високо АТП место у каријери од 24. априла, најбоље је рангиран словачки професионални играч.

### Бициклизам
Најпознатији словачки бициклиста који се тренутно такмиче су Петер Саган и браћа Мартин и Петер Велитс. Саган је победио у три фазе Вуелта а Еспања 2011, а на Тур де Франсу 2012. освојио је још три етапе и класификацију по поенима. Поновио је победу у класификацији по поенима 2013. и освојио је још једну етапу, а потом задржао зелену мајицу 2014, 2015, 2016, 2018. и 2019. године. Освајао је Светско друмско првенство 2015, 2016. и 2017. Саган је такође освојио два монументална бициклистичка класика на Ронде ван Фландерени и Париз—Рубу. Победио је и на Европском друмском првенству 2016. Петер Велиц је био други на Вуелти а Еспања 2010. Победио је и у индивидуалној вожњи на етапи 17. трке.

### Скијање
Вероника Веле Зузулова била је најбоље рангирана слаломска скијашица од средине 2000-их до пензионисања 2018. године. Њени најбољи резултати су постигнути на Светском купу у алпском скијању сезоне 2016. и 2017, када је у дисциплини слалом завршила на другом месту. Такође је два пута освојила треће место у пласману у слалому Светског купа 2008. и 2013, сезоне у којој је такође постигла две победе у Светском купу. Петра Влхова је победила у слалому на Светском јуниорском првенству 2014. и Светском купу у децембру 2015. у слалому. Обе су биле део словачког тима који је на Светском првенству 2017. у Санкт Морицу освојио сребро у тимском такмичењу. Петра Влхова освојила је златну медаљу у велеслалому, сребрну медаљу у алпској комбинацији и бронзану медаљу у слалому на Светском првенству 2019. Освојила је друго место у Светском купу 2019. у велеслалому и слалому.

## Светска ранг листа
Табела приказује најновије рангирање словачких репрезентација у најпопуларнијим спортовима.
| Спорт              | Рангирање                               | Ранг  | Ранг   | Бр. земаља | Бр. земаља | Ажуриран          | Линк          |
| Спорт              | Рангирање                               | Мушко | Женско | Мушко      | Женско     | Ажуриран          | Линк          |
| ------------------ | --------------------------------------- | ----- | ------ | ---------- | ---------- | ----------------- | ------------- |
| Фудбал             | Фифина ранг-листа                       | 31 2  | 48 1   | 209        | 177        | 24. октобар 2019. | [ 13 ]        |
| Хокеј на леду      | Ранг листа светске хокејашке федерације | 9 1   | 15     | 50         | 38         | May 2019          | [ 14 ]        |
| Тенис              | Дејвис куп/Фед куп ранг                 | 29    | 15 1   | 132        | 102        | 22. април 2019.   | [ 15 ] [ 16 ] |
| Рукомет            | ИХФ ранг                                | 22    | 17     | 46         | 45         | 2019.             | [ 17 ]        |
| Кошарка            | ФИБА светска ранг-листа                 | 68 7  | 28 1   | 81         | 73a        | Септембар 2019.   | [ 18 ] [ 19 ] |
| Одбојка            | ФИВБ светска ранг-листа                 | 27    | 52     | 122        | 112        | 29. октобар 2019. | [ 20 ]        |
| Друмски бициклизам | UCI ворлд тур ранг                      | 24    | 54 1   | 20         | 66         | 29. октобар 2019. | [ 21 ]        |
| Биатлон            | Међународна биатлон унија               | 12 3  | 10 1   | 40         | 40         | 2013.             | [ 22 ]        |